# Magnus Petersson
Magnus Petersson (ur. 17 czerwca 1975) – szwedzki łucznik sportowy. Srebrny medalista olimpijski z Atlanty. Drużynowy wicemistrz świata i indywidualny mistrz Europy.
Zawody w 1996 były jego pierwszymi igrzyskami olimpijskimi - zajął drugie miejsce w konkursie indywidualnym, wyprzedził go jedynie Amerykanin Justin Huish. Cztery lata później zajął 4. miejsce w konkursie indywidualnym. Brał również udział w igrzyskach w 2004 i 2008. W 1995 i 1999 był indywidualnie złotym medalistą halowych mistrzostw świata.